# Piqueras
Piqueras település Spanyolországban, Guadalajara tartományban. Piqueras Alcoroches, Adobes, Traíd, Anquela del Pedregal, Tordellego és Alustante községekkel határos. Lakosainak száma 33 fő (2024).

## Népesség
A település népessége az utóbbi években az alábbiak szerint változott:
| Lakosok száma | 61   | 61   | 54   | 53   | 63   | 51   | 65   | 55   | 49   | 33   |
|               | 2001 | 2004 | 2006 | 2009 | 2011 | 2014 | 2016 | 2019 | 2021 | 2024 |